# Éditions trèves
Die éditions trèves (ET) ist ein deutscher Kunstverein und Buchverlag mit Geschäftssitz in Trier.

## Geschichte
Die éditions trèves wurde Mitte 1974 als Grafikervereinigung gegründet. Mitglieder in der Anfangszeit waren neben Rainer Breuer aus Trier, der zu den Gründungsmitgliedern zählt, Künstler wie Bickhard Bottinelli aus Kassel oder Horst Tress aus Köln. Die ersten Aktivitäten der ET fanden u. a. im Umfeld der documenta statt, im Laufe der Jahre  verschoben sie sich im Bereich der Bildenden Kunst auf die Region Trier. 1976 erfolgte der Eintrag am Amtsgericht Trier als eingetragener Verein zur Förderung der künstlerischen Tätigkeiten. Zeitgleich begann die belletristische Arbeit der ET, zunächst als Autorenverlag, später als eigenständiger Verlag im Rahmen eines auf internationalen Buchmessen vertretenen Verlagsgeschäfts. Die ET, die zu den Gründungsvereinen der Tuchfabrik, einem Kulturzentrum in Trier gehört, wird heute von Rainer Breuer und Ursula Dahm geführt und ist ein Imprint des Verlags Kleine Schritte Ursula Dahm & Co.

## Verlagsprogramm
Das Verlagsprogramm reicht von der Publikation grafischer Arbeiten, der Belletristik und Lyrik bis zur Sachbuch- und Unterhaltungsliteratur. Die Serie der satirischen Kalender machte die ET überregional bekannt, ebenso die mittlerweile mehr als 60 Bände umfassende Reihe der „trèves-krimis“. Als Dauerbrenner gelten der „Verschenkkalender“ in Form eines „Literarisch-Grafischen Jahrbuchs“ wie auch die Editionen zu lateinischen Inschriften von Hans-Joachim Kann.

## Autoren
Autoren, die in der ET veröffentlicht wurden, sind Elisabeth Alexander, Dieter Bauer, Lothar Berg, Rainer Breuer, Ingo Cesaro, Ursula Dahm, Jürgen Ebertowski, Sven Hoffmann, Roswitha Iasevoli, Charlotte Jugel, Eva Karnofsky, Alfons Klein, Wolfhard Klein, Peter Klusen, Jochen König, Kolibri (Werner Blattmann), Horst Lachmund, Walter Liederschmitt, Michael Maien, Klaus Maßem, Renate Meier, Dieter P. Meier-Lenz, Manfred Moßmann, Friedrich Müller, Beate Palfrader, Anna Reitler, Monika Schlößer, Schriftstehler alias Armin Sengbusch, Martin Spiegelberg, Joachim Theis, Patricia Vohwinkel, Peter Wark, Raimon Weber.